# Assize

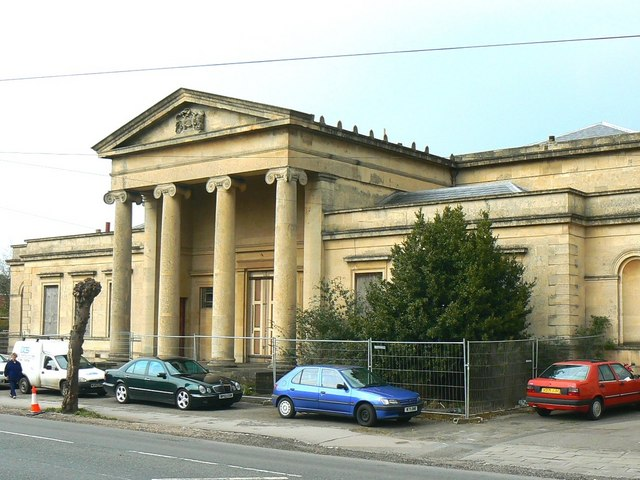
Um antigo Assize, Northgate Street, Devizes, Wiltshire, Inglaterra

Os tribunais de assize, ou assizes (/əˈsaɪzɪz/), foram tribunais periódicos realizados por toda a Inglaterra e País de Gales até 1972, quando, juntamente com as sessões trimestrais, foram abolidos pela Lei dos Tribunais de 1971 e substituídos por um único Tribunal da Coroa permanente. Os assizes exerciam jurisdição civil e criminal, embora a maior parte do seu trabalho fosse no lado criminal.

## História

Diagrama dos tribunais de direito consuetudinário na Inglaterra e no País de Gales antes do Judicature Acts

Pelo Assize de Clarendon de 1166, o rei Henrique II estabeleceu o julgamento por júri por um grande tribunal de doze cavaleiros em disputas de terras e juízes itinerantes para estabelecer tribunais de condado . Antes da Magna Carta ser promulgada em 1215, os mandados de assize tinham que ser julgados em Westminster ou aguardar julgamento no circuito septernário de juízes em vigor . A grande carta previa que as disputas de terra fossem julgadas por julgamentos anuais em locais mais convenientes. Este trabalho rapidamente se expandiu, tornando-se cinco comissões. Em 1293, foi promulgado um estatuto que definia formalmente quatro circuitos de assize.
Historicamente, todos os juízes que visitaram a Cornualha também eram membros permanentes do Conselho do Príncipe, que supervisiona o Ducado e aconselha o Duque.

## Circuitos
A partir de 1293, conjuntos de juízes percorreram quatro circuitos; a partir de 1328 passaram a ser seis circuitos, até que um extra foi adicionado em 1876.
O Circuito do Nordeste foi formado em 1876 e continha Yorkshire, Durham e Northumberland. Em 1972, o Circuito de Midland e o Circuito de Oxford foram combinados e tornaram-se no Circuito de Midland e Oxford.
Os circuitos continuam a existir ainda hoje, mas com funções semelhantes como associações profissionais para advogados e divisões administrativas para juízes.
Os Arquivos Nacionais do Reino Unido detêm a maioria dos registos históricos sobre os assizes.